# Лисенко Лідія Петрівна
Лідія Петрівна Лисенко (нар. 1949) — українська радянська діячка, робітниця Луганського виробничого об'єднання взуттєвих підприємств. Депутат Верховної Ради УРСР 9-го скликання.

## Життєпис
Освіта середня.
З 1966 року — брусівниця, робітниця Ворошиловградського (Луганського) виробничого об'єднання взуттєвих підприємств імені 50-річчя Великої Жовтневої соціалістичної революції.

## Нагороди
- ордени
- медалі